# Schrampe
Schrampe è una frazione del comune tedesco di Arendsee (Altmark), nel land della Sassonia-Anhalt.
Fino al 31 dicembre 2009 ha costituito un comune autonomo.